# 新潟県道57号栃尾守門線
新潟県道57号栃尾守門線（にいがたけんどう57ごう とちおすもんせん）は、新潟県長岡市から魚沼市に至る県道（主要地方道）である。

## 概要

### 路線データ
- 起点：新潟県長岡市中（新潟県道24号栃尾山古志線交点）
- 終点：新潟県魚沼市須原字宮前（国道252号交点）
- 実延長：17,826.1m[1]

## 歴史
- 1993年（平成5年）5月11日 - 建設省から、県道栃尾守門線が栃尾守門線として主要地方道に指定される[2]。

## 路線状況

### 重複区間
- 新潟県道476号西中野俣小平尾線（魚沼市福山新田 地内）
- 新潟県道356号半蔵金入広瀬停車場線（魚沼市福山新田 地内）

## 地理

### 通過する自治体
- 長岡市
- 魚沼市

### 交差する道路
- 新潟県道24号栃尾山古志線（起点：長岡市中字下村）
- 新潟県道476号西中野俣小平尾線（長岡市西中野俣字老松）
- 新潟県道575号高倉栗山沢線（魚沼市高倉字谷内）
- 新潟県道476号西中野俣小平尾線（魚沼市福山新田地内で重複）
- 新潟県道356号半蔵金入広瀬停車場線（魚沼市福山新田地内で重複）（県道476号重複区間）
- 新潟県道346号親柄大白川停車場線（魚沼市須原字宮前）
- 国道252号（終点：魚沼市須原字宮前）

### 沿線の施設など
- JR只見線 越後須原駅
- 魚沼市役所 守門庁舎
- 長岡市立西谷小学校
- 魚沼市立守門中学校
- 魚沼市立須原小学校
- JA北魚沼 守門支店
- 中野俣郵便局
- 守門郵便局
- 福山簡易郵便局
- Aコープ北魚沼 守門店
- 杜々の森名水公園
- 魚沼市自然科学館星の家
- 須原スキー場